# شارع 26 يوليو
شارع 26 يوليو أحد الشوارع الهامة والشهيرة بالقاهرة - يقع في منطقة وسط البلد ويمتد من حديقة الأزبكية من شارع الجمهورية مرورا بمنطقة وسط البلد وماسبيرو والزمالك والمهندسين ووصولا الي مدينة 6 أكتوبر.

## تاريخ
عرف شارع 26 يوليو سابقا بشارع بولاق ، ثم سمى بشارع فؤاد الأول ويبدا شارع 26 يوليو من ميدان الخذندار ثم يسلك حديقة الازبكية ، ويتمد بدار القضاء العالى ، فجمعية الإسعاف ، فمسجد أبى العلاء فكوبرى 26 يوليو ، ثم يخترق حى الزمالك مارا بنادى ضباط الجيش ثم كوبرى الزمالك ثم يخترق حى المهندسين عن طريق محور 26 يوليو ويمتد حتى مدينة 6 أكتوبر ، وسبب تسمية هذا الشارع هو ان الملك فاروق قد غادر الإسكندرية في 26 يوليو بعد ثورة 23 يوليو 1952 لذلك فقد قرر تسمية الشارع بهذا الاسم .

## أهم المعالم
دار القضاء العالي